# Zaitunia annulipes
Espèce
Synonymes
- Filistata annulipes Kulczyński, 1908

Zaitunia annulipes est une espèce d'araignées aranéomorphes de la famille des Filistatidae.

## Distribution
Cette espèce se rencontre à Chypre et en Turquie.
Sa présence en Grèce est incertaine.

## Description
Le mâle décrit par Zonstein et Marusik en  2016 mesure 3,19 mm et la femelle 3,45 mm.

## Systématique et taxinomie
Cette espèce a été décrite sous le protonyme Filistata annulipes par Kulczyński en 1908. Elle est placée dans le genre Zaitunia par Brignoli en 1982.

## Publication originale
- Kulczyński, 1908 : « Fragmenta arachnologica. X. » Bulletin international de l'Académie des Sciences de Cracovie, Classe des Sciences Mathématiques et Naturelles, vol. 1908, p. 49-86.